# 女川温泉ゆぽっぽ
女川温泉ゆぽっぽ（おながわおんせんゆぽっぽ）は、宮城県牡鹿郡女川町女川2丁目にある女川町営の温泉である。東日本旅客鉄道（JR東日本）石巻線の終着駅女川駅舎の西側半分の2階に浴槽と休憩所がある。1階は土産物売り場である。

## 概要
東日本大震災を乗り越えた女川温泉源泉の湯。震災前は駅とは別の施設であったが、震災後の駅移設の際に駅舎に合築された。家族風呂（介護風呂）、ギャラリー、休憩所、展望デッキ、交流スペース（待合室）、公衆トイレ（多目的トイレ）などがある。建物の設計は坂茂建築設計、施工は戸田建設である。
内装に陶板のタイル画が設置されている。浴場には日本画家の千住博が描いた「霊峰富士」「泉と鹿」、休憩所には千住とプロダクトデザイナーの水戸岡鋭治がアートディレクションを務め、公募した花の絵を配置した「家族樹」が設置されている。なお、「家族樹」は九州旅客鉄道（JR九州）博多駅の駅ビル「JR博多シティ」で千住と水戸岡が担当した「タイル画アートプロジェクト」と同様の手法で製作されている。

## 泉質
- 低張性アルカリ性温泉

## 沿革
大震災前には当時の女川駅に隣接した場所で営業していたが、津波により施設が流失した。
- 2015年（平成27年）
  - 3月22日 - 現在の場所にて再開。
  - 5月6日 - 利用者数1万人を突破[4]。
  - 9月29日 - 利用者数3万人を突破[5]。
- 2016年（平成28年）
  - 3月12日 - 利用者数5万人を突破[6]。
  - 3月26日 - 東日本大震災を機に開設された宮城県女川町の臨時災害放送局女川さいがいFMが2016年3月29日に閉局することに伴い、桑田佳祐がラジオ番組『桑田佳祐のやさしい夜遊び』（TOKYO FM）の企画で訪問しアコースティックライブを行い、女川さいがいFMでもサイマル放送された。応募抽選で選ばれた約50人のリスナーは「ゆぽっぽで公開生放送を行う」としか聞かされておらず、来場後に内容を知る形になった[7][8]。この模様の一部は後に桑田のシングル「ヨシ子さん」の初回限定盤に収録された[9]。
- 2019年（平成31年）4月30日 - 利用者数20万人を突破[10]。
- 2021年（令和3年）8月19日 - 同年2月と5月に発生した地震の影響で休業が続く女川温泉ゆぽっぽを女川町が大規模改修することを決定[11]。
- 2022年（令和4年）8月22日 - 大規模改修が完了し営業再開[12]。

## 開館時間
- 9：00 - 21：00（最終入館は20：30まで）
  - 第3水曜日は定休日（この日は足湯も使えない。）

## 所在地
- 〒986-2265 宮城県牡鹿郡女川町女川2丁目3番地2

## アクセス
- 東日本旅客鉄道石巻線女川駅より徒歩1分
- 三陸沿岸道路石巻河南ICより車で約30分

駐車場:普通車30台、無料（女川駅との共有駐車場）

## 施設周辺
- 女川いのちの石碑
- きぼうのかね商店街
- 女川コンテナ村商店街
- 宮城県道220号牡鹿半島公園線（牡鹿コバルトライン）
- おしかのれん街
- おしか御番所公園
- 金華山
- シーパルピア女川